# Pierre Bovet
Pour les articles homonymes, voir Bovet.
Pierre Bovet, né le 5 juin 1878 à Grandchamp (commune de Boudry) et mort à Boudry le 2 décembre 1965, est un psychologue et pédagogue suisse.

## Biographie
Son père Félix Bovet (1824-1903), théologien, est directeur de la bibliothèque de Neuchâtel, professeur de littérature française et d'hébreu à l'université de Neuchâtel (1848-1873), professeur à la faculté de théologie de l'Église indépendante,. Sa mère est aussi née Bovet, Pierre a un frère : Jean Bovet. Félix Bovet reprend avec sa femme la direction des établissements éducatifs à Grandchamp. Félix a publié divers ouvrages, dont le Comte de Zinzendorf (1860, concerne l'Église des Frères moraves) et le Voyage en Terre-Sainte (1861) qui ont été traduits en plusieurs langues.
Pierre Bovet étudie aux universités de Neuchâtel et de Genève, il obtient une licence en lettres puis un doctorat en 1902.
Durant sa vie d'étudiant à Neuchâtel, il fonde avec Albert Loosli en 1893 le Club des jeunes amis de la nature (qui deviendra la société Amici Naturae). Cette société jouera un rôle important dans l'histoire scientifique neuchâteloise.
Il épouse Amy Babut (1878-1967), française, fille de pasteur et appartenant à la famille de pasteurs Monod. Leur fils Daniel Bovet (1907-1992) recevra le prix Nobel de médecine.

## Psychologue et pédagogue

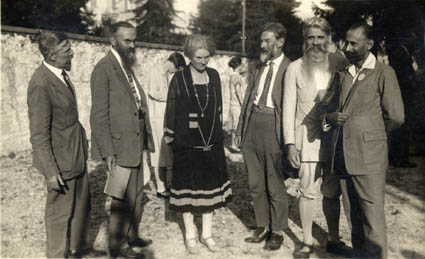
Ovide Decroly, Pierre Bovet, Beatrice Ensor, Édouard Claparède, Paul Geheeb et Adolphe Ferrière, lors d'une conférence de la Ligue internationale pour l'éducation nouvelle.

Pierre Bovet est d'abord professeur de philosophie et de psychologie à l'université de Neuchâtel (1903-1912). Il collabore à la création du périodique pacifiste L'Essor en 1906. À la demande d'Édouard Claparède, il va à Genève en 1912 pour diriger l'Institut Jean-Jacques Rousseau. Il fait là sa carrière, jusqu'en 1944. Il est aussi enseignant à l'université dès 1919 et l'auteur de nombreux ouvrages. Avec Claparède il fera venir à Genève le jeune Jean Piaget qu'il avait connu notamment comme membre de la société Amici Naturae. Toujours avec Claparède, il est membre de la Société Psychanalytique de Genève, qui dut se dissoudre à la suite d'une tentative ratée de prise de contrôle par Sabina Spielrein, sur commande de Sigmund Freud, qui la jugeait trop indépendante par rapport à lui.
Il s'intéresse également au scoutisme et traduit en français le Scouting for boys (Éclaireurs) de Lord Baden-Powell dès l'apparition du scoutisme. Puis en 1921 il publie un petit livre intitulé Le génie de Baden-Powell. Avec Adolphe Ferrière et Edouard Claparède, Pierre Bovet est cofondateur en 1925 du Bureau international d'éducation (BIE), dont la défense de la paix sera l'un des principaux objectifs. Il en est le directeur de 1925 à 1929. Il participe en 1931 au quatrième cours universitaire de Davos, avec de nombreux autres intellectuels français et allemands.
Pierre Bovet est très engagé dans le mouvement de l'éducation nouvelle, il a de nombreux contacts internationaux entre autres par l'usage de l'espéranto. Il rencontre Gandhi lors d'un voyage en Inde en 1938, par l'intermédiaire d'Edmond Privat (quaker et espérantophone).
Très religieux, il est proche de la Société religieuse des Amis (quakers).

## Principales publications

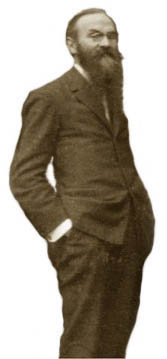
Pierre Bovet en 1925.

- L'instinct combatif : psychologie, éducation, Neuchâtel, Delachaux et Niestlé, coll. « Collection d'actualité pédagogique », 1917, 323 p.2e éd. 1928, 3e éd. 1961. Traductions en anglais, arménien, grec, italien, polonais.
- La réforme scolaire à l'université, Neuchâtel ; Genève, Ed. Forum, 1920, 48 p.
- Le génie de Baden-Powell : ce qu'il faut voir dans le scoutisme, ses bases psychologiques, sa valeur éducative, l'instinct combatif et l'idéal des jeunes, Neuchâtel ; Genève ; etc., Éd. Forum, 1921, 39 p.Réédité en 1922, 1943 et 1946. Traduit en allemand et en italien.
- Le sentiment religieux et la psychologie de l'enfant, Neuchâtel, Delachaux et Niestlé, coll. « Collection d'actualité pédagogique », 1925, 172 p.2e éd. refondue et augmentée de chapitres sur l'éducation religieuse en 1951. Traduit en anglais et en tchèque.
- Vingt ans de vie : l'institut J.J. Rousseau de 1912 à 1932, Neuchâtel ; Paris, Delachaux et Niestlé, coll. « Collection d'actualité pédagogique », 1932, 195 p.

### Sources
- Michèle E. Schärer, « Pierre Bovet » dans le Dictionnaire historique de la Suisse en ligne.
- Ariane Schmitt, L'Essor 1905-1980 : un journal de précurseurs, La Chaux-de-Fonds, 1981, 36 p., encadré page 22
- « Commentaires de son petit-fils Pierre Bovet, concernant le scoutisme » (consulté le 26 décembre 2007)